# Lucy Liemann
Lucy Katherine Liemann (nacida el 24 de noviembre de 1973) es una actriz inglesa. Después de graduarse, un buscador de voces la vio en un supermercado y la instó a convertirse en locutora. Liemann luego pasó a estudiar actuación en la Academy of Live and Recorded Arts. Ha trabajado en teatro, televisión y cine.
Comenzando en producciones teatrales, protagonizó la producción inicial en Londres de la obra de teatro Phallacy de Carl Djerassi en 2005.
Después de una serie de papeles en varios programas de televisión británicos estándar, incluidos The Bill y Agatha Christie's Poirot, interpretó el papel de Lucy en la tercera parte de la serie de películas de Jason Bourne, The Bourne Ultimatum.
Liemann interpretó al personaje recurrente Sam Phillips en la serie de televisión Moving Wallpaper, y protagoniza a la núbil colega de Reggie Perrin, Jasmine Strauss, en las repeticiones de los cuentos clásicos de la BBC de 2009-2010.

## Filmografía
- 2005 – Footballers' Wives: Extra Time, Penny Harcourt, Episodio 1.3
- 2005 – The Bill, Ruth Coyne, Serie de TV, Episodio: “373:Torn”
- 2005, 2008 – Agatha Christie's Poirot, Miss Burgess, “Cards on the Table” (2005), Sonia, “Third Girl” (2008)
- 2006 – The IT Crowd, Julie, Serie de TV, Episodio: “The Haunting of Bill Crouse”
- 2006 – Are You Ready for Love, Rachel[4]
- 2006 – Private Life, Ruth Ackroyd
- 2007 – Nuclear Secrets, Janet Chisholm
- 2007 – Wild at Heart, Gloria, Serie de TV, Episodio 2.7
- 2007 – The Bourne Ultimatum, Lucy
- 2007 – Rob Newman's History of the World... Backwards, Episodio #1.3, Duchess of Padua
- 2008 – MindFlesh, Tessa
- 2008 – Moving Wallpaper, Sam Phillips, Serie de TV, 18 episodios, 2008–2009)
- 2009 – Reggie Perrin, Jasmine, Serie de TV, 12 episodios
- 2009 – Hotel Babylon, Charlotte Newhouse Episodio #4.7
- 2010–14 – Rev, Ellie Pattman, Serie de TV, 14 episodios
- 2011 – Lewis, Bethan Vickery, Serie de TV, Episodio: “The Mind Has Mountains”
- 2011 – New Tricks, Anna King, Serie de TV, Episodio: “Lost in Translation”
- 2013 – Midsomer Murders,  Beatrix Ordish, Serie de TV, Episodio: "Schooled in Murder"
- 2014 – Moving On,  Samantha, Episodio: "Madge"
- 2014 – Agatha Raisin and the Quiche of Death, Sarah
- 2015 – Inspector George Gently, Rose Dixon, Serie de TV, Episodio: “Gently with the Women”
- 2016 – HIM, Beth, 3 episodios
- 2016–present – Agatha Raisin, Sarah Bloxby, Serie de TV
- 2023 – Los extraños